# Sandhornøya
Sandhornøya (også skrevet Sandhornøy) er den største ø i Gildeskål kommune i Nordland fylke i Norge. Den har et areal på 102,91 km². Øen domineres af fjeldet Sandhornet, som når 993 moh. Øen har broforbindelse til Kjøpstad på fastlandet og fylkesvej 17. Der er færgeforbindelse fra Horsdal til Sørarnøya og Sund lige ved Inndyr. Fra Våg er der hurtigbådsforbindelse til Bodø, ydre Gildeskål og Helgeland.
erhvervslivet på øen har traditionelt været domineret af landbrug og fiskeri, men i 2000-tallet er også turisme samt private og offentlige servicetjenester vigtige erhverv. Øen har to butikker, Matkroken Sandhornøy på Sandnes og Spar Sandhornøy i havnen i Våg. Ved Dalan ligger børnehave og børne - og ungdomsskole. På Mårnes ligger Sandhornøy ÆEldresenter og Miljøhuset Globen. Det er stenbrud for kvarts i Stigan ved Mårnes.
I Våg ligger Våg havnegård, som har kontorer og et laboratorium for algeforskning. Byggeriet er inspireret af SALT-projektet, som var på øen for nogle år siden, men som havarerede i en storm. Ved Våg ligger også Blixgården, hvor salmedigteren Elias Blix voksede op, og man kan besøge hans hjem på Elias Blix-tunet.